# Géraldine Pailhas
Pour les articles homonymes, voir Pailhas.
Géraldine Pailhas (prononcé : /pe.las/) est une actrice française, née le 8 janvier 1971 dans le 2e arrondissement de Marseille.

## Biographie

### Jeunesse et formation
Née à Marseille, Géraldine Pailhas est la fille d'un menuisier devenu galeriste de renom.
Enfant, elle suit des cours de danse classique. À 15 ans, elle occupe seule un studio à Toulouse. L'année d'après, en 1987, elle apparaît dans un clip des Gipsy Kings et dans un autre de Saint-Preux. À la même époque, elle est contrainte d'arrêter la danse pour des raisons physiques[réf. nécessaire].
Elle se tourne vers le cinéma à la fin des années 1980.

### Révélation (années 1990)
La jeune femme fait ses premiers pas au cinéma en faisant de la figuration dans Trois Places pour le 26 de Jacques Demy, sorti en 1988.
Deux ans plus tard, sa carrière prend une autre dimension avec Les Arcandiers, film dans lequel elle interprète la future sainte Bernadette Soubirous, et surtout La Neige et le Feu de Claude Pinoteau en 1991, rôle pour lequel elle est récompensée d'un César du meilleur espoir féminin en 1992, à l'âge de 21 ans.
L'actrice enchaîne quelques seconds rôles avant d'être placée en tête d'affiche pour la comédie indépendante La Folie douce, écrite et réalisée par Frédéric Jardin, sortie en 1994.
Par la suite, elle s'essaie au cinéma américain en tournant dans Don Juan DeMarco, avec Johnny Depp, puis partage l'affiche du dixième long métrage de Maurice Pialat, Le Garçu, avec Gérard Depardieu. Elle joue aussi dans le deuxième film de Fabien Onteniente, Tom est tout seul.
L'année 1997 est marquée par le plus gros succès commercial de sa carrière, avec 1,5 million d'entrées, Les Randonneurs, « comédie nerveuse », portée par des « acteurs montants », contraints de « suer avec 10 kg sur les épaules », dans les montagnes du GR Corse, le plus sportif des sentiers de grande randonnée français. L'actrice y donne la réplique au réalisateur Philippe Harel, à Karin Viard, Vincent Elbaz et surtout à Benoît Poelvoorde, révélation du film, qui incarne un homme marié et menteur, qu'elle quitte après s'être signalée à son épouse.
Deux ans plus tard, elle joue dans le film fantastique expérimental Peut-être, de Cédric Klapisch, aux côtés de Romain Duris.

### Diversification (années 2000)

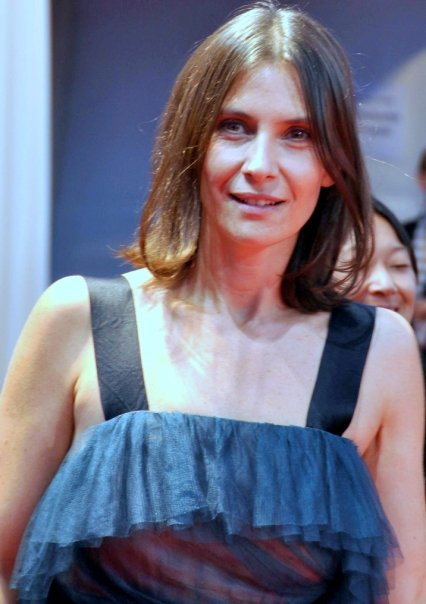
L'actrice en 2010, l'année de sortie de la comédie dramatique Bus Palladium.

Durant les années 2000, elle joue dans le film fantastique indépendant Les Revenants (2004), de Robin Campillo, la superproduction d'action Les Chevaliers du ciel (2005), de Gérard Pirès, la comédie de mœurs Je pense à vous (2006), de Pascal Bonitzer, la comédie de boulevard Le Prix à payer (2007), d'Alexandra Leclère. Elle conclut la décennie en partageant l'affiche du thriller Espion(s) avec Guillaume Canet et retrouve la bande d'acteurs de son plus gros succès pour la suite Les Randonneurs à Saint-Tropez.
En 2000, elle retrouve Vincent Elbaz et Karin Viard pour le film La Parenthèse enchantée, qui lui permet de donner la réplique à Clotilde Courau. Puis en 2001, elle joue dans le remarqué film historique La Chambre des officiers, de François Dupeyron.
L'année 2002 est marquée par la sortie du drame L'Adversaire, de Nicole Garcia, dont elle partage l'affiche avec Daniel Auteuil. Puis en 2003, elle retrouve Vincent Lindon pour la comédie Le coût de la vie, de Philippe Le Guay. L'actrice y donne pour la première fois la réplique à Fabrice Luchini.
Par la suite, l'actrice entame une collaboration avec François Ozon et Thierry Klifa : avec le premier, elle tourne le drame 5×2 (2004) et Jeune et Jolie (2013). Pour le second, elle joue dans Le Héros de la famille (2006) et Les Yeux de sa mère (2011), deux films co-écrits par son compagnon Christopher Thompson. Par ailleurs, c'est avec lui qu'elle partage l'affiche de la comédie dramatique indépendante Didine (2008). Elle joue aussi dans le premier film de ce dernier comme réalisateur, la comédie dramatique Bus Palladium (2010).
En 2011, c'est en famille qu'elle effectue ses premiers pas au théâtre dans L'Amour, la mort, les fringues, adaptation d'une pièce américaine, mise en scène par sa belle-mère Danièle Thompson. De cette expérience, elle déclare dans l'émission On n'est pas couché qu'elle l'a trouvée difficile et ne l'a pas très bien vécue, ne pouvant entre autres reprendre une scène ratée, et qu'elle préfère se consacrer au cinéma.

### Passage à la télévision (années 2010)

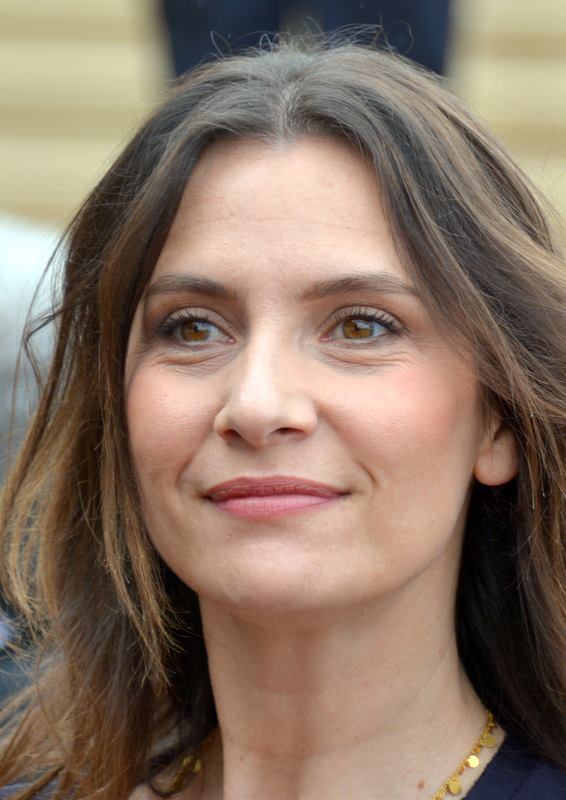
L'actrice à la première de Jeune et Jolie au Festival de Cannes 2013.

Elle débute cette décennie avec deux comédies dramatiques qui passent inaperçues : Le Paradis des bêtes (2012), avec Muriel Robin ; puis la comédie Divin Enfant (2014), avec Sami Bouajila, Émilie Dequenne et Guillaume de Tonquédec.
En 2015, elle partage l'affiche du thriller Disparue en hiver avec Kad Merad. La même année, elle joue dans le film d'auteur Le Dos rouge, d'Antoine Barraud, avec Bertrand Bonello et Jeanne Balibar.
L'année suivante, elle tient le premier rôle féminin du biopic Louis-Ferdinand Céline, avec Denis Lavant dans le rôle-titre. Elle seconde aussi Thierry Lhermitte pour le conte La Nouvelle Vie de Paul Sneijder, de Thomas Vincent.
Parallèlement, elle accepte des projets pour la télévision : en 2011, elle tient le premier rôle du téléfilm Une nouvelle vie puis en 2012 partage l'affiche du thriller La Disparition avec Thierry Godard.
Par ailleurs, elle retrouve Grégori Derangère, son partenaire de La Chambre des officiers, pour le téléfilm comique Le Déclin de l'empire masculin, diffusé en 2013, puis pour le téléfilm politique La Rupture, où elle incarne Marie-France Garaud.
Mais surtout, à partir de 2016, elle fait partie du casting principal de la série Marseille, développée par Florent-Emilio Siri. Les critiques de la première saison sont catastrophiques. La saison 2, diffusée en 2018, est à peine mieux accueillie.
En 2017, elle apparaît aussi dans un épisode de la série policière à succès Capitaine Marleau, réalisée par Josée Dayan.

### Vie privée

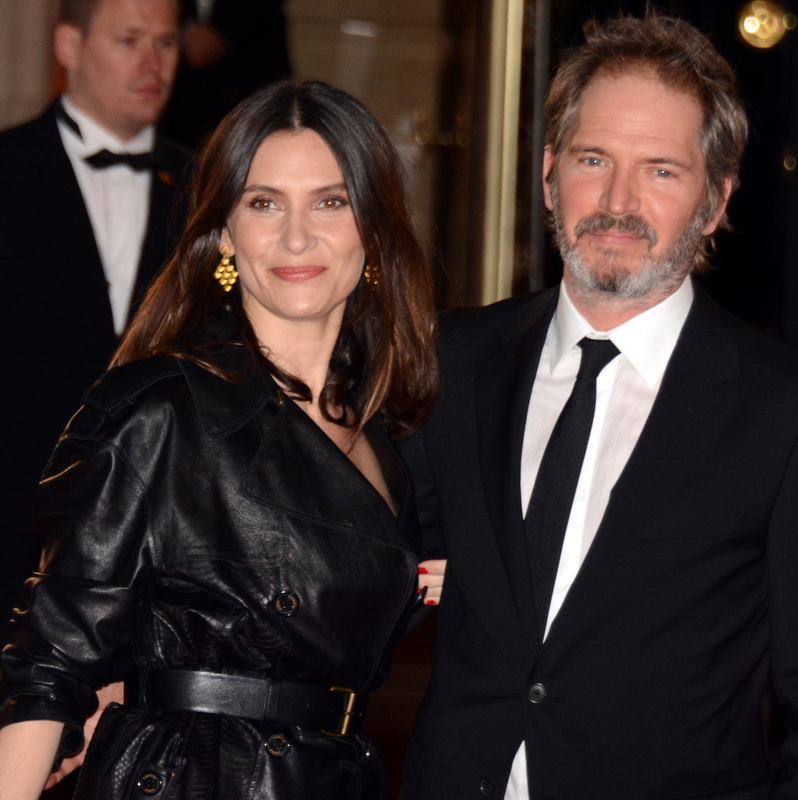
L'actrice avec son compagnon Christopher Thompson à la cérémonie des Césars 2014.

Depuis 1990, Géraldine Pailhas partage la vie du scénariste et réalisateur Christopher Thompson, avec lequel elle a eu deux enfants, Madeleine (née en 1999) et Marcel (né en 2002), acteur et réalisateur. Le couple se marie le 8 juillet 2017 à Marseille.

## Filmographie

### Cinéma
- 1988 : Trois Places pour le 26 de Jacques Demy : une danseuse
- 1991 : La Neige et le Feu de Claude Pinoteau : Christiane Mercier
- 1991 : Les Arcandiers de Manuel Sánchez : Véronique
- 1992 : IP5 : L'île aux pachydermes de Jean-Jacques Beineix : Gloria
- 1993 : Comment font les gens de Pascale Bailly : Léa
- 1994 : La Folie douce de Frédéric Jardin : Louise
- 1994 : Suite 16 de Dominique Deruddere : Helen
- 1995 : Don Juan DeMarco de Jeremy Leven : Doña Ana
- 1995 : Le Garçu de Maurice Pialat : Sophie
- 1995 : Tom est tout seul de Fabien Onteniente : Hélène
- 1997 : Les Randonneurs de Philippe Harel : Nadine
- 1999 : Peut-être de Cédric Klapisch : Lucie
- 2000 : La Parenthèse enchantée de Michel Spinosa : Marie
- 2001 : La Chambre des officiers de François Dupeyron : Clémence
- 2002 : L'Adversaire de Nicole Garcia : Christine Faure
- 2003 : Après de Angelo Cianci (court-métrage) : Marie
- 2003 : Le Coût de la vie de Philippe Le Guay : Héléna
- 2004 : 5×2 de François Ozon : Valérie
- 2004 : Les Parallèles de Nicolas Saada (court-métrage) : Louise
- 2004 : Les Revenants de Robin Campillo : Rachel
- 2004 : Une vie à t'attendre de Thierry Klifa : Claire
- 2005 : Les Chevaliers du ciel de Gérard Pirès : Maëlle Coste
- 2006 : Je pense à vous de Pascal Bonitzer : Diane
- 2006 : Le Héros de la famille de Thierry Klifa : Marianne Bensalem
- 2007 : Le Prix à payer d'Alexandra Leclère : Caroline
- 2008 : Didine de Vincent Dietschy : Alexandrine Langlois, dite Didine
- 2008 : Les Randonneurs à Saint-Tropez de Philippe Harel : Nadine
- 2008 : Espion(s) de Nicolas Saada : Claire
- 2010 : Bus Palladium de Christopher Thompson : Prune Angelli
- 2010 : Rebecca H. (Return to the Dogs) de Lodge Kerrigan : Rebecca Herry / Géraldine Pailhas
- 2011 : Les Yeux de sa mère de Thierry Klifa : Maria Canalès
- 2012 : Le Paradis des bêtes de Estelle Larrivaz : Cathy Lenikart
- 2013 : Jeune et jolie de François Ozon : Sylvie
- 2014 : Divin Enfant d'Olivier Doran : Pauline
- 2014 : SMS de Gabriel Julien-Laferrière : Stéphane
- 2014 : Disparue en hiver de Christophe Lamotte : Christine
- 2015 : Le Dos rouge d'Antoine Barraud : Célia Bhy
- 2016 : Louis-Ferdinand Céline d'Emmanuel Bourdieu : Lucette Destouches
- 2016 : Mobile Étoile de Raphaël Nadjari : Hannah Hermann
- 2016 : La Nouvelle Vie de Paul Sneijder de Thomas Vincent : Anna Sneijder
- 2017 : Le Semeur de Marine Francen : Marianne
- 2021 : Tout s'est bien passé de François Ozon : Pascale
- 2022 : Tendre et Saignant de Christopher Thompson : Charly Fleury
- 2025 : Baise-en-ville de Martin Jauvat : la mère de Sprite

### Télévision
- 1988 : Big Man, épisode Tout l'or du professeur (395 dollari l'oncia) de Steno (série télévisée) : Blanche
- 1989 : Haute tension - Retour à Malaveil de Jacques Ertaud (téléfilm) : Maria
- 1989 : David Lansky, épisode Prises d'otages d'Hervé Palud (série télévisée) : Souad
- 1993 : Un homme à la mer de Jacques Doillon (téléfilm) : Léna
- 2000 : L'Héritière de Bernard Rapp (téléfilm) : Juliette Destrac
- 2008 : Château en Suède de Josée Dayan (téléfilm) : Eléonore
- 2011 : Une nouvelle vie de Christophe Lamotte (téléfilm) : Nathalie Vaillant
- 2012 : La Disparition de Jean-Xavier de Lestrade (téléfilm) : Betty Gaillon
- 2013 : Le Déclin de l'empire masculin d'Angelo Cianci (téléfilm) : Camille
- 2013 : La Rupture de Laurent Heynemann (téléfilm) : Marie-France Garaud
- 2016-2018 : Marseille de Florent Emilio-Siri (série télévisée) : Rachel Taro
- 2017 : Capitaine Marleau, épisode 7 A ciel ouvert de Josée Dayan (téléfilm) : Clémence Dos Santos / Clara de Combelle
- 2019 : La Part du soupçon de Christophe Lamotte (téléfilm) : Sophie Lancelle
- 2021-2022  : OVNI(s) d'Antony Cordier (série télévisée) : Élise Conti
- 2023 : Bardot (mini série) de Christopher Thompson et Danièle Thompson : Anne-Marie Mucel
- 2024 : Les Malvenus de Sandrine Veysset (téléfilm) : Carole

## Théâtre
- 2011 : L’Amour, la mort, les fringues de Nora et Delia Ephron, mise en scène par Danièle Thompson, Théâtre Marigny

## Distinctions

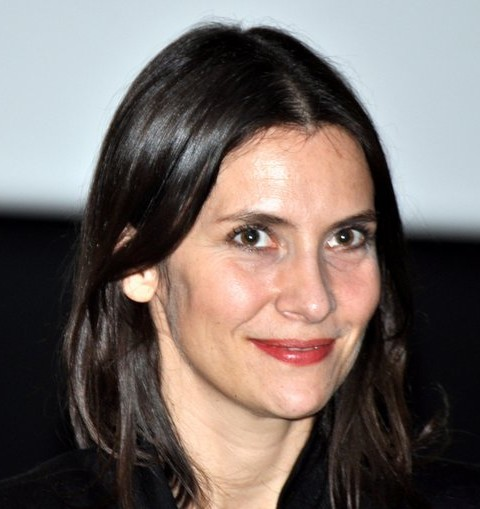
Géraldine Pailhas à l'avant-première du film Les Yeux de sa mère en 2011.

### Décoration
- Officier de l'ordre des Arts et des Lettres (2010)[13]

### Récompenses
- César 1992 : César du meilleur espoir féminin pour La Neige et le Feu
- Festival de la fiction TV de Saint-Tropez 2001 : Meilleure comédienne pour L'Héritière[14]

### Nominations
- César 2004 : César de la meilleure actrice dans un second rôle pour Le Coût de la vie
- César 2014 : César de la meilleure actrice dans un second rôle pour Jeune et Jolie

### Jury de festivals
- 2009 : Jurée au Festival du cinéma américain de Deauville
- 2014 : Jurée au Festival du film d'Asie du Sud
- 2014 : Jurée Un certain regard au Festival de Cannes